# Schlacht von Palembang
1. Borneo – Tarakan – Celebes – Balikpapan (See) – Balikpapan (Land) – West-Borneo – Samarinda (Ost-Borneo) – Banjarmasin (Süd-Borneo) – Ambon – Straße von Makassar – Sumatra – Palembang – Badung – Timor – Bali – Riau-Inseln – 1. Javasee – Sundastraße – Java – 2. Javasee – Niederländisch-Neuguinea – Kleine Sundainseln – Molukken – 2. Borneo
1941

Thailand – Malaiische Halbinsel – Pearl Harbor – Hongkong – Philippinen – Guam – Wake – Force Z – Borneo
1942

Burma – Rabaul – Singapur – Sumatra – Timor – Australien – Java – Salamaua–Lae – Bougainville/Buka – Shortland-Inseln – Indischer Ozean – Port Moresby – Tulagi – Korallenmeer – Midway – Nordamerika – Buna-Gona – Kokoda-Track – Nauru/Ocean Island
Die Schlacht von Palembang war eine Schlacht während des Pazifikkrieges, die vom 14. bis zum 15. Februar 1942 bei Palembang auf der indonesischen Insel Sumatra und Umgebung zwischen dem Kaiserlich Japanischen Heer und der Kaiserlich Japanischen Marine auf der einen Seite und britischen, niederländischen, australischen und neuseeländischen Einheiten auf der anderen Seite ausgetragen wurde. Primäres Ziel des Daihon’ei (kaiserliches Generalhauptquartier) war es, die beiden Erdölraffinerien in der Nähe von Palembang zu erobern und zu sichern, bevor die Alliierten diese zerstören konnten. Die Japaner nannten das Unternehmen Operation L.

## Vorgeschichte
Bereits im Januar 1942, als die japanische Invasion der Malaiischen Halbinsel große Geländegewinne verzeichnete und sich immer weiter Singapur näherte, zog die Royal Air Force (RAF) und die Royal Australian Air Force (RAAF) ihre Flugzeuge von der Malaiischen Halbinsel zurück und verlegte diese auf Flugplätze der Militaire Luchtvaart van het Koninklijk Nederlandsch-Indisch Leger, des Militärischen Flugdienstes der Koninklijk Nederlandsch-Indisch Leger (Königlich Niederländisch Indischen Armee), kurz KNIL genannt, auf Sumatra und Java. Bereits im Dezember 1941 hatte das ABDACOM beschlossen, zwei Flugfelder in der Nähe von Palembang als Dreh- und Angelpunkt ihrer Luftstreitkräfte einzurichten. Ein Flugplatz, das Pangkalanbenteng-Flugfeld und von den Alliierten P1 genannt, befand sich 13 Kilometer nördlich von Palembang. Der zweite Flugplatz, P2 genannt, lag etwa 80 Kilometer südöstlich von Palembang bei Prabumulih und war ein geheim angelegter Militärflugplatz. Selbst für KNIL-Piloten war P2 schwer zu finden und den Japanern war P2 gänzlich unbekannt.

## Alliierte Pläne

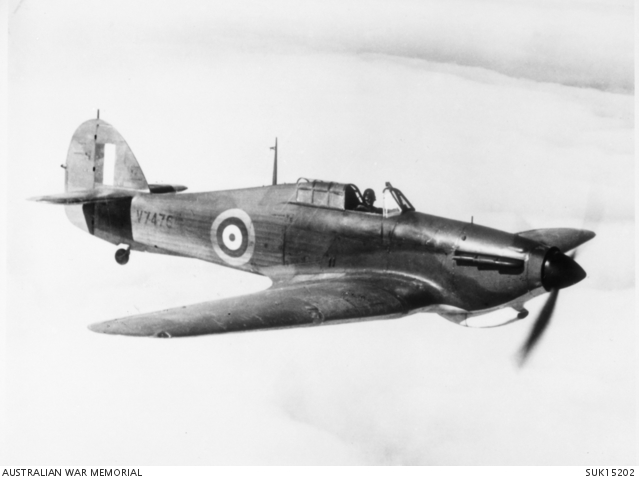
Eine Hawker Hurricane der RAF

Auf dem P1 waren zwei Staffeln Jagdflieger stationiert. Der niederländische Oberstleutnant L. N. W. Vogelesang hatte 2.000 Mann der KNIL unter seinem Befehl. Darunter waren reguläre Soldaten eines Bataillons der Süd-Sumatra-Garnison, Reservekompanien in Palembang und acht 75-mm-Geschütze. Kleinere Einheiten waren für die Verteidigung der Raffinerien eingeteilt und einige Panzerwagen standen zur Verfügung. Teile der britischen 6th Heavy AA Regiment (6. Schweres Flak-Regiment) hatten jeweils sechs 3,7-inch-Geschütze und 40-mm-Bofors beim P1 stationiert. Jeweils vier Geschütze von beiden Kalibern waren in der Nähe der Raffinerien positioniert. Zusätzlich waren 260 Mann Bodenpersonal der RAF und der Royal Australian Air Force (RAAF) auf dem P1 untergebracht, doch diese verfügten nur über geringe Bewaffnung und ungenügende Kampfausbildung.

## Japanische Pläne

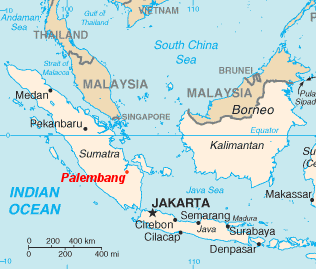
Das Ziel der Operation L, Palembang, befindet sich etwa 350 Kilometer südlich von Singapur

Bereits im September 1940 – also bereits vor der Aufstellung der Fallschirmtruppe des Kaiserlichen Heeres – hatte das Daihon’ei Angriffspläne zur Eroberung Palembangs erarbeiten lassen. Als Japan im Juli 1940 trotz amerikanischer Warnung Truppen in Indochina stationierte, schränkte die amerikanische Regierung unter Präsident Franklin D. Roosevelt im September 1940 den amerikanischen Export von Erdöl und Stahl nach Japan ein. Damals bezog Japan 80 % seines Erdöls aus den USA. Als dies nicht die gewünschte Wirkung hatte und Japan im Juli 1941 weitere Truppen in Indochina stationierte, verhängten die USA am 25. Juli 1941 ein vollständiges Öl-Embargo gegen Japan und froren alle japanischen Guthaben ein. Da sich Großbritannien und Niederländisch-Indien diesem Schritt anschlossen, verlor Japan 75 % seines Außenhandels und 90 % seiner Öl-Importe. Aus diesem Grund war die militärische Sicherung der Ölquellen oberste Priorität für das Kaiserreich Japan.
Palembang befindet sich 80 Kilometer landeinwärts südlich der nordöstlichen Küste Sumatras. Für die Japaner war es überaus wichtig, die Raffinerien intakt zu erobern. Da der Vorstoß einer amphibischen Streitmacht zu viel Zeit in Anspruch genommen hätte, wären die Niederländer in der Lage gewesen, genügend Zeit für die Vorbereitungen zur Sprengung und anschließenden Zerstörung der Raffinerien zu erhalten.

### Aufstellung

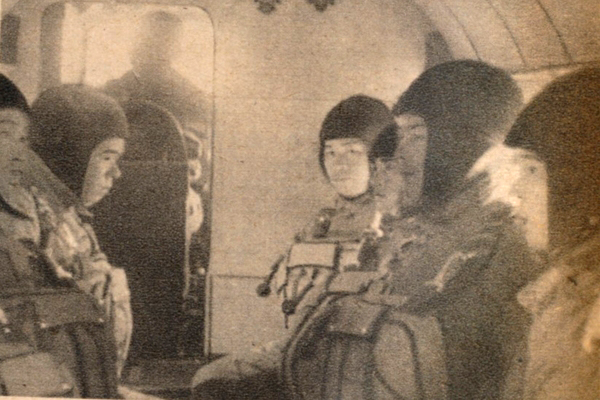
Japanische Heeres-Fallschirmjäger auf dem Weg nach Palembang

Im August 1941 beinhaltete der Angriffsplan des Daihon’ei zur Eroberung Südostasiens bereits den Einsatz von Fallschirmjägern, obwohl die Heeres-Fallschirmtruppe offiziell noch nicht einsatzfähig war. Am 28. Oktober 1941 präsentierten die Heeres-Fallschirmjäger zum ersten Mal bei einem Manöver in Takanabe vor höheren Offizieren erfolgreich ihr Können. Die Anwesenden waren begeistert und beschlossen, die Fallschirmjäger für die Eroberung der Ölraffinerien einzusetzen.
Am 1. Dezember 1941 wurde die 1. Luftsturmbrigade aus dem 1. und 2. Luftsturmregiment aufgestellt, doch Ziel und Zweck der Aufstellung wurde der Brigadeführung sechs Tage vor dem Angriff auf Pearl Harbor aus Geheimhaltungsgründen nicht mitgeteilt. Erst ab 8. Dezember wurden Karten und Luftaufnahmen von Palembang und Umgebung ausgeliefert und die Brigade wurde der Südarmee unter General Terauchi Hisaichi unterstellt. Innerhalb dieser war die 16. Armee unter Generalleutnant Imamura Hitoshi die übergeordnete Einheit. Das Unternehmen wurde daraufhin Operation L genannt. Der Plan sah vor, dass das 1. Luftsturmregiment bei Palembang per Fallschirmsprung abgesetzt werden sollte. Daraufhin verließen die Fallschirmjäger am 19. Dezember an Bord des Transportschiffes Meiko Maru Japan. Am 3. Januar 1942 befand sich die Meiko Maru im Südchinesischen Meer in Richtung Indonesien, als sie Feuer fing und schließlich vor Hainan unterging. Später wurde vermutet, das Feuer könnte durch Selbstzündung der Munition oder durch eine versehentliche Gasfeuerquelle ausgelöst worden sein. Die Begleitschiffe konnten die Fallschirmjäger retten, doch deren gesamte Ausrüstung ging verloren und der Schock des Untergangs steckte den Männern tief in den Knochen. Ein Einsatz des 1. Luftsturmregiments kam damit nicht mehr in Frage.
Als Ersatz wurde das 2. Luftsturmregiment mit der Mission beauftragt. Obwohl es sich noch in der Aufstellungsphase befand, wurde es schnellstens mit Waffen und Fallschirmen versorgt. Bereits am 15. Januar verließ das Regiment Japan und erreichte am 2. Februar Phnom Penh in Kambodscha. Gleichzeitig trafen auch die Transportmaschinen des Luftsturm-Flieger-Regiments (unterstand direkt der Heeres-Fallschirmtruppe), des 98. Flieger-Regiments und der 12. Transport-Kompanie ein. Die Fallschirmjäger trafen bei Phnom Penh ihre Vorbereitungen für den Angriff: Waffen wurden geprüft und schussbereit gemacht, Fallschirme und Ausrüstung gepackt sowie die Abwurfbehälter mit schweren Waffen wie Maschinengewehren, zusätzlicher Munition und Verpflegung gefüllt. Die Abwurfbehälter konnten nicht mit den Luftsturm-Flieger-Maschinen abgeworfen werden und mussten deswegen einer anderen Transportflugzeug-Einheit anvertraut werden. Die Koordination, die Fallschirmjäger und die Abwurfbehälter hintereinander durch zwei verschiedene Einheiten abzusetzen, wurde als kritisch angesehen. Sollten die Abwurfbehälter nicht in unmittelbarer Nähe der gelandeten Fallschirmjäger niedergehen, wären diese darauf angewiesen, einen schwer bewaffneten Feind mit Pistolen und Handgranaten anzugreifen.
Die an der Luftlandeoperation beteiligten Einheiten versammelten sich am 11. Februar 1942 in Sungai Petani in Malaysia. Am 13. Februar wurde die 1. Angriffswelle auf die Flugfelder von Keluang und Kahang im Süden Malaysias verlegt, während die 2. Angriffswelle in Sungai Petani verblieb.
In Keluang waren das Hauptquartier der 1. Luftsturmbrigade, 330 Mann des 2. Luftsturmregiments, das Luftsturm-Flieger-Regiment, die 12. Transport-Kompanie und das 64. Fliegerregiment untergebracht. Bei Kahang waren das 59., 90. und 98. Fliegerregiment und Aufklärungseinheiten der 15. Unabhängigen Flieger-Einheit und des 81. Flieger-Regiments. Generalleutnant Sugawara Michio, Kommandeur der 3. Luftgruppe, besuchte die Truppen in Keluang, um ihnen Mut zu zusprechen und die letzten Befehle zu geben. Als Mitbringsel hatte er Sake und Suschi mitgebracht, das er mit den Worten: „Dies ist das letzte Mal, dass ihr Japan schmeckt. Trinkt und esst euch satt, ohne Zeremonie“. Die Fallschirmjäger leerten ihren Sake auf einen Zug und genossen ihre „letzte Mahlzeit“.

### Angriffsplan

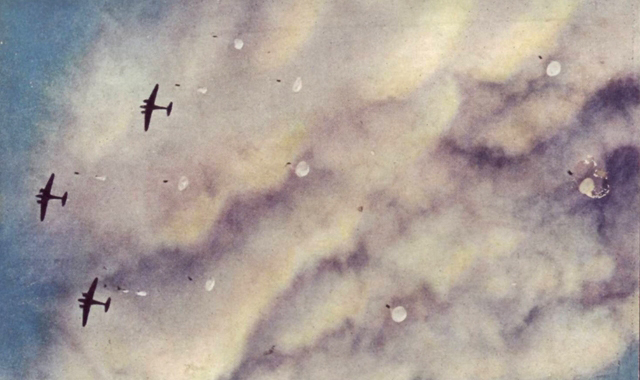
Japanische Fallschirmjäger springen bei Palembang ab

Für die japanischen Fallschirmjäger gab es zwei primäre Angriffsziele: zum einen das Pangkalanbenteng-Flugfeld (von den Briten P1 genannt), das sich 13 Kilometer nördlich von Palembang befand, und die zwei Ölraffinerien, die am südlichen Ufer des Musi Flusses lagen. Aus militärischer Sicht war dem P1 höhere Priorität zuzuordnen, aber die Ölraffinerien hatte einen enorm hohen wirtschaftlichen Wert für das Japanische Kaiserreich. Die Südarmee schätzte die Stärke der eigenen Fallschirmjäger als nicht ausreichend ein, beide Ziele bei gleicher Aufteilung der Truppe gleichzeitig einnehmen zu können. Deswegen wurde das Risiko eingegangen, dem P1 die Hauptkräfte der Fallschirmjäger zuzuteilen. Der Hintergedanke war, dass nach einer erfolgreichen Einnahme des Flugfeldes Verstärkungen hätten gelandet werden können. Vom P1 hätten die Fallschirmjäger die 13 Kilometer zum Fluss hasten müssen, um dann eine der wenigen Brücken zu überqueren, um anschließend die Raffinerien zu sichern. Die beiden Raffinieren waren wiederum durch den Komering-Fluss getrennt, einem Nebenfluss des Musis.

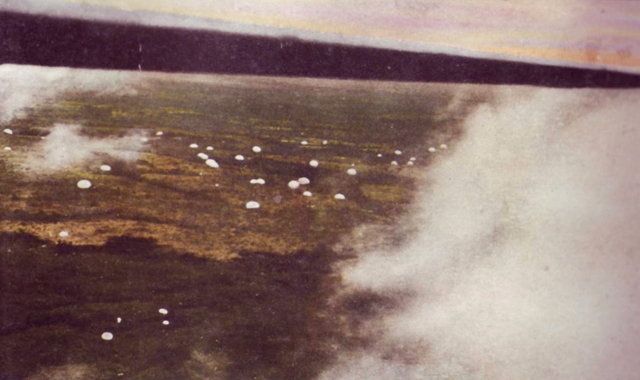
Japanische Fallschirme über Palembang

Der endgültige Plan sah vor, den Großteil der Fallschirmjäger südwestlich und westlich des P1 per Fallschirmsprung abzusetzen. Lediglich zwei kleine Gruppen Fallschirmjäger sollten in der Nähe der Raffinerien abspringen. Am 13. Februar gab die 1. Luftsturmbrigade folgende Befehle aus, die den Angriff in zwei Phasen teilte:
- L„-1“-Tag (14. Februar):
  - Ein Bataillon von Oberst Tanakas verstärktem 229. Infanterie-Regiment der 38. Division sollte die Bangka-Insel vor der Küste Sumatras sichern.
  - Die ersten Fallschirmjäger sollten abgesetzt werden.
- L-Tag
  - Das 229. Infanterie-Regiment sollte sich den Musi-Fluss in Landungsbooten flussaufwärts begeben und Palembang am L„+2“-Tag erreichen.

Die Landezonen für das 2. Luftsturmregiment war wie folgt:
- 1. Angriffswelle
  - 1200 Meter südöstlich P1
    - Regiments-Führung (Major Komura): 17 Mann
    - Fernmelde-Einheit (Leutnant Komaki): 30 Mann
    - 4. Kompanie (Leutnant Mitsuya): 97 Mann
    - 3. Zug, 2. Kompanie (Leutnant Mizuno): 36 Mann

  - 200 Meter westlich P1
    - 2. Kompanie (Leutnant Hirose): 60 Mann

  - 500 Meter westlich der Raffinerien
    - 1. Kompanie (Leutnant Nakao): 60 Mann

  - 700 Meter südlich der Raffinerien
    - 3. Zug, 1. Kompanie (Leutnant Hasebe): 39 Mann

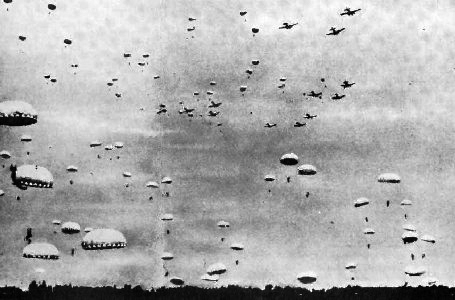
Japanische Fallschirmjäger sinken zu Boden, um sich kurz darauf für den Angriff zu sammeln

Transport und Eskort der 1. Angriffswelle durch folgende Einheiten:
- 1. Luftsturm-Fliegerregiment (Major Niihara)
  - 1. Kompanie: 12× Typ-1-Transporter (9 südwestlich von P1, 3 westlich von P1)
  - 2. Kompanie: 9 × Typ-1-Transporter (6 westlich der Raffinerien, 3 südlich der Raffinerien)
  - 3. Kompanie: 12 × Typ-100-Transporter (9 südwestlich von P1, 3 westlich von P1)
- 98. Fliegerregiment (Abwurfbehälter)
  - 15 × Typ-97-Bomber südöstlich von P1
  - 3 × Typ-97-Bomber westlich von P1
  - 6 × westlich der Raffinerien
  - 3 × südlich der Raffinerien
- 64. Fliegerregiment (Begleitjäger)
  - 3 Staffeln Nakajima Ki-43 „Oscar“, Jagdflugzeug-Eskorte zum P1-Flugfeld
- 59. Fliegerregiment (Begleitjäger)
  - 2 Staffeln Nakajima Ki-43 „Oscar“, Jagdflugzeug-Eskorte zu den Raffinerien
- 90. Fliegerregiment (Luftnahunterstützung)
  - 1 Staffel Mitsubishi Ki-51 „Sonia“, Schlachtflugzeuge

Zusammenstellung, Transport und Eskorte der 2. Angriffswelle mit Ziel P1 durch folgende Einheiten:
- 3. Kompanie, 2. Luftsturmregiment (Leutnant Morisawa): 90 Mann
- 12. Transport-Kompanie, Typ-1-Transporter
- 1 Staffel des 98. Fliegerregiment (Abwurfbehälter)
- 9 × Typ-97-Bomber
- Einheiten des 59. und 64. Fliegerregiments

Der Brigadekommandeur der 1. Luftsturmbrigade und gleichzeitig Befehlshaber der 1. Angriffswelle, Oberst Kume, beabsichtigte, mit seinem Stab in einem Transportflugzeug eine Bruchlandung zwischen P1 und Palembang zu machen. Gleichzeitig würden sie eine Typ 1 37-mm-Panzerabwehrkanone mitführen, die nicht per Abwurfbehälter abgeworfen werden konnte.

## Beteiligte Einheiten

### Japaner

#### Luftlande- bzw. Luft-Einheiten
- 2. Luftsturmregiment (Fallschirmjäger)
- 1. Luftsturm-Fliegerregiment (Transport der Fallschirmjäger)
- 98. Fliegerregiment (Transport der Abwurfbehälter)
- 59. Fliegerregiment (Begleitjäger)
- 64. Fliegerregiment (Begleitjäger)
- 90. Fliegerregiment (Luftnahunterstützung)

#### Amphibische Einheiten
- 229. Infanterie-Regiment (verstärkt) der 38. Division
- ein Bataillon des 230. Infanterie-Regiments

### Alliierte

#### Niederländer
Koninklijk Nederlandsch-Indisch Leger (KNIL Army)
Territorial Command „South Sumatra Island“, Kommandeur war KNIL-Lieutenant Colonel L.W.N. Vogelesang, Hauptquartier Palembang.
- Südsumatra-Garnisonsbataillon in Palembang
- Stadswacht Infanterie-Kompanie in Palembang
- Stadswacht Infanterie-Kompanie in Djambi
- Artillerie-Batterie (4 × 75-mm-L/35-Geschütze)
- Artillerie-Batterie (4 × 75-mm-L/35-Geschütze)
- Flugabwehr-Abteilung (2 × 40-mm-Bofors)
- einige Maschinengewehr-Gruppen
- 2 Mörser-Züge
- motorisierter Erste-Hilfe-Zug

#### Briten
- Teile des 6th Heavy Anti Aircraft Regiment (6. Schweres Flak-Regiment)
  - 6 × QF 3,7-inch-AA-Geschütze (P1-Flugfeld)
  - 6 × 40-mm-Bofors-Geschütze (P1-Flugfeld)
  - 4 × QF 3,7-inch-AA-Geschütze (Raffinerien)
  - 4 × 40-mm-Bofors-Geschütze (Raffinerien)
- 130 RAF-Bodenpersonal (P1-Flugfeld)
- 226. RAF-Jagdfliegergeschwader
  - 2 × Staffel Hawker Hurricane

#### Australier
- 130 RAAF-Bodenpersonal (P1-Flugfeld)
- einige Hawker Hurricane
- einige Brewster F2A

#### Neuseeländer
- einige Hawker Hurricane
- einige Brewster F2A

## Kampfhandlungen vor dem 14. Februar

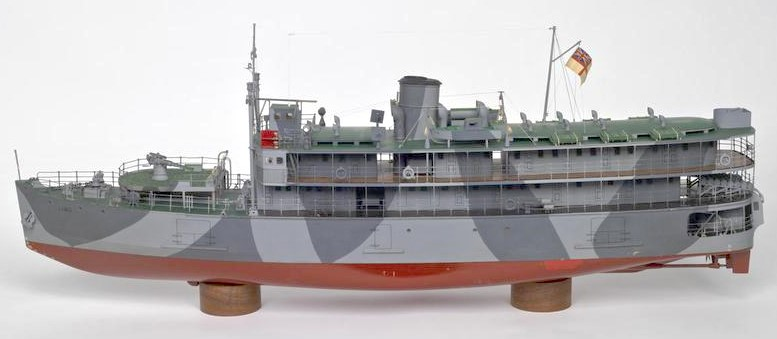
Modell der HMS Li Wo, die die japanischen Landungsschiffe angriff. Ihr Kommandant, Leutnant Thomas Wilkinson, erhielt für den Angriff postum das Victoria Cross verliehen.

Am 6. Februar 1942 bombardierten japanische Flugzeuge zum ersten Mal P1. Während der Bombardierung kam es zu Luftkämpfen, bei denen die Alliierten vier Hawker Hurricane verloren und zwei weitere beschädigt wurden.
Vizeadmiral Ozawa befehligte den aus Cam Ranh Bay in Französisch-Indochina kommenden Konvoi aus acht Transportschiffen der ersten amphibischen Angriffswelle, 14 der zweiten Welle sowie den Kreuzern Kumano, Mogami, Mikuma, Suzuya und Yura, zehn Zerstörern, Minenlegern, weiteren Unterstützungsschiffen und dem Flugzeugträger Ryūjō, der das 3. Geschwader der Kaiserlich Japanischen Marineluftstreitkräfte an Bord hatte. Der Konvoi wurde am 13. Februar von einem britischen Aufklärungsflugzeug gesichtet. Daraufhin entschlossen sich die Alliierten, ihre Luftstreitmacht gegen den Konvoi einzusetzen und am 14. Februar griffen Bristol Blenheim und Lockheed Hudson Bomber, begleitet von Jagdfliegern, die japanischen Schiffe an. Primäre Angriffsziele waren der Flugzeugträger und die Transportschiffe, wovon eines, die Otawa Maru, versenkt werden konnte.
Am Morgen des 14. Februar stieß das Patrouillenboot HMS Li Wo, das sich aus Singapur hatte retten können, unerwartet auf die japanische Landungsflotte. Die HMS Li Wo war mit einem 100-mm-Geschütz und zwei Lewis Guns bewaffnet. Ihr Kapitän, Leutnant der Royal Naval Reserve Thomas Wilkinson entschloss sich, nachdem er seine Besatzung über deren Optionen informiert hatte, die Transportschiffe anzugreifen. In dem anschließenden 60-minütigen Gefecht konnte die HMS Li Wo ein Transportschiff in Brand schießen und eines durch Rammen versenken. Von den japanischen Kreuzern und Zerstörern schwer getroffen sank die HMS Li Wo mit 77 Mann ihrer 84-köpfigen Besatzung. Leutnant Wilkinson erhielt postum das Victoria Cross verliehen, die höchste Tapferkeitsmedaille im Angesicht des Feindes für Commonwealth-Soldaten. Es war das einzige Victoria Cross, das während der Kämpfe um Niederländisch-Indien vergeben wurde.

## Operation L

### 14. Februar

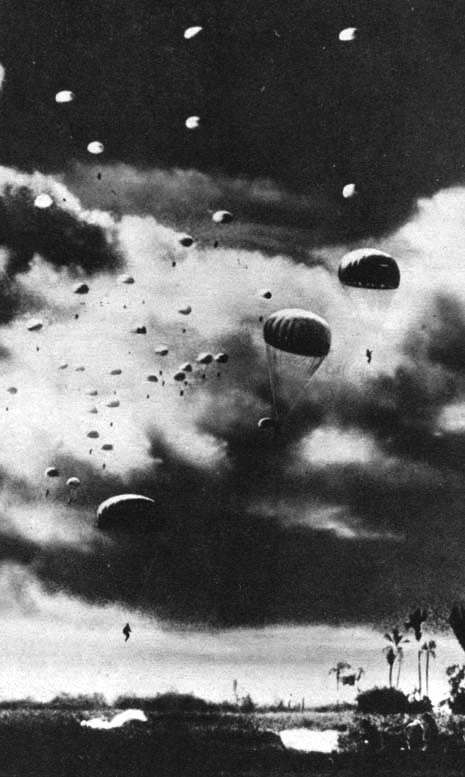
Japanische Fallschirmjäger sinken an verschiedenen Positionen rund um das P1 Flugfeld und Palembang zu Boden

#### P1 Flugfeld
Am 14. Februar wurden die Fallschirmjäger um 7:00 Uhr geweckt und gegen 8:30 Uhr hoben alle Maschinen ab, um sich in der Nähe von Batu Pahat nordwestlich von Singapur zu vereinen. 34 Transporter und 27 Bomber, begleitet von 80 Typ-1-Jägern und neun leichten Typ-99-Bombern, flogen in Formation die 550 Kilometer südöstlich in Richtung Palembang in einer Flughöhe von 3300 Metern. An der Spitze des Verbandes flog ein Typ-100-Aufklärungsflugzeug, das die Luftarmada von 150 Flugzeugen, Japans größter Luftlandeoperation, anführte.
Um 11:20 Uhr hatten sie, teilweise verdeckt durch aufsteigenden Rauch des brennenden Singapurs, die Mündung des Musi-Flusses erreicht und teilten sich in zwei Gruppen auf. Da die alliierten Flugzeuge 80 Kilometer nördlich mit dem Angriff der japanischen Landungsflotte beschäftigt waren, trafen die Japaner auf keinen Widerstand in der Luft. Flak-Beschuss der Alliierten setzte ein, konnte jedoch keinen Abschuss bei den inzwischen tiefer fliegenden Transportmaschinen verzeichnen. Um 11:26 Uhr sprangen die Fallschirmjäger an ihren geplanten Absprungzonen bei P1 ab. Vier Minuten später gingen Fallschirme über der Raffinerie auf. Kurz darauf wurden die Abwurfbehälter abgeworfen und die Schlachtflugzeuge griffen Bodenziele an. Über der Raffinerie wurde ein Schlachtflugzeug von Flak getroffen und stürzte ab. Jagdflugzeuge des 64. Fliegerregiments gerieten über dem P1 in 1000 Metern Flughöhe in einen Kampf mit fünf Hurricanes – die von ihrem Angriff auf die japanische Landungsflotte zurückkamen und nur noch wenig Sprit hatten –, von denen sie eine abschießen konnten, während die restlichen flohen. Kurz darauf erschienen zehn weitere Hurricanes in 2000 Metern Höhe. Zwei der alliierten Flugzeuge konnten ohne japanischen Verlust abgeschossen werden. Die japanischen Schlachtflugzeuge griffen nun Unterkünfte und Flak-Stellungen am P1 an und da die Jagdflugzeuge des 59. Fliegerregiments über den Raffinerien die Lufthoheit errungen hatten, beteiligten auch sie sich an Bodenangriffen.
Die 180 Fallschirmjäger, die südöstlich des P1 gelandet waren, befanden sich etwa 3 Kilometer von diesem entfernt. Die zur Vorbereitung der Operation gemachten Luftaufnahmen hatten niedrige Büsche gezeigt, doch tatsächlich war die Gegend mit Unterholz und kleinen Bäumen übersät. Viele der Abwurfbehälter landeten in Bäumen und machten es den japanischen Soldaten schwer bis unmöglich, sie zu bergen. Hinzu kam, dass die gelandeten Männer Schwierigkeiten hatten, Blickkontakt zueinander aufzunehmen und so bildeten sich kleine Gruppen, die einzeln in Richtung Flugfeld vorstießen. Wegen der nicht zu bergenden Abwurfbehälter waren die meisten Fallschirmjäger lediglich mit Pistolen und Handgranaten bewaffnet. Die alliierte Flak schoss blindlings in die Abwurfzonen hinein, verursachte jedoch keine Verluste unter den Japanern.
Die von Leutnant Okumoto geführte 4. Kompanie musste wegen einer blockierenden Tür verzögert abspringen und landeten an der Straße zwischen Palembang und P1. Nach erfolgreicher Landung trafen Leutnant Okumoto und vier Mann auf vier Lastwagen beladen mit 40 niederländischen Soldaten. Die Japaner griffen sie unvermittelt mit ihren Pistolen an und die niederländischen Reservisten ergaben sich. Gegen 12:00 Uhr kamen aus Palembang zwei Panzerwagen und Armeelastwagen. Überrascht durch Schüsse und Granatexplosionen flohen 150 niederländische Soldaten von ihren Lastwagen und schlugen sich in die Büsche. Nur die Besatzungen eines der Panzerwagen und einer der Lastwagen verblieben und lieferten sich ein Feuergefecht mit den Fallschirmjägern. Dabei wurde Leutnant Okumoto verwundet und zwei seiner Männer fielen. Die Niederländer rückten nicht weiter vor und so hatte Okumoto – unbeabsichtigt – die Straße zwischen Palembang und P1 erfolgreich blockiert.

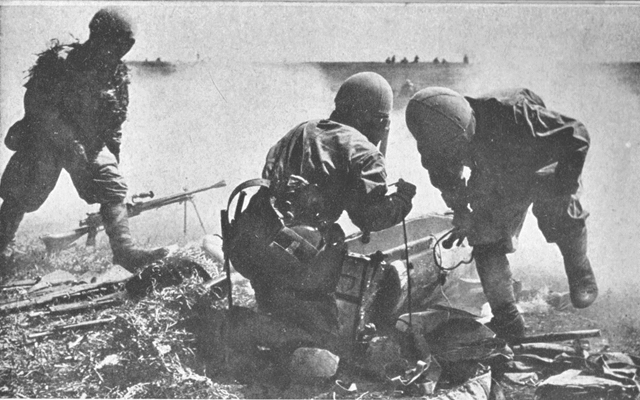
Einer der wenigen Abwurfbehälter, die von den japanischen Fallschirmjägern geborgen werden konnten

Inzwischen schlug sich Regimentskommandeur Major Komura mit zehn Mann in Richtung P1 durch. Als er noch etwa 1,5 Kilometer vom Flugfeld entfernt war, traf er auf Leutnant Mitsuya der 4. Kompanie, der 24 Mann anführte. Kurz darauf erschien Leutnant Okumoto in einem erbeuten Panzerwagen und erstattete Bericht. Major Komura gab Anweisung, die Blockade der Straße aufrechtzuerhalten und ließ Leutnant Mitsuya mit seinen Männern zum Flugfeld vorrücken, um das Flugfeld-Hauptgebäude einzunehmen. Mitusuya teilte seine Männer auf und schickte Leutnant Ooki mit 20 Mann und dem Panzerwagen voraus. Kurz vor dem Flugfeld trafen sie auf 300 alliierte Soldaten, die nach einem heftigen Schusswechsel zurückgedrängt werden konnten. Die Japaner verfolgten den Feind und fanden anschließend das Flugfeld verlassen vor. Um 18:20 Uhr war das P1 gesichert.
Major Komura versuchte, die verstreuten Fallschirmjäger zu vereinen, die getrennt sich Gefechte mit zurückziehenden niederländischen Truppen lieferten. Um 18:00 Uhr traf er am östlichen Rand des P1 Leutnant Komaik der Fernmelde-Einheit an und um 21:00 Uhr Leutnant Mitsuya am Flugfeld-Hauptgebäude. Nach und nach trafen Fallschirmjäger einzeln oder in kleineren Gruppen am Flugfeld ein, wo sie sich umgehend verschanzten, um einen eventuellen Gegenangriff abwehren zu können.
60 Fallschirmjäger der 2. Kompanie waren westlich des P1 in angeblichem Grünland niedergegangen. Tatsächlich war auch hier das Gelände alles andere als optimal für eine Landezone, da die Gegend von einer fast 2 Meter hohen dichten Graslandschaft überzogen war. Dies erschwerte das Sammeln der Truppe, ganz zu schweigen vom Auffinden der Abwurfbehälter. Auch hier bewegte sich die Mehrzahl der Fallschirmjäger nur mit Pistolen und Handgranaten bewaffnet auf das P1 vor. Leutnant Gamo konnte 16 Mann um sich sammeln und bewegte sich vor, als sie unvermittelt auf eine alliierte Flak-Stellung stießen. Gamo warf eine Handgranate, stürmte vor und wurde dabei getötet. Der Rest seiner Männer setzte ihren Weg Richtung Flugfeld fort.

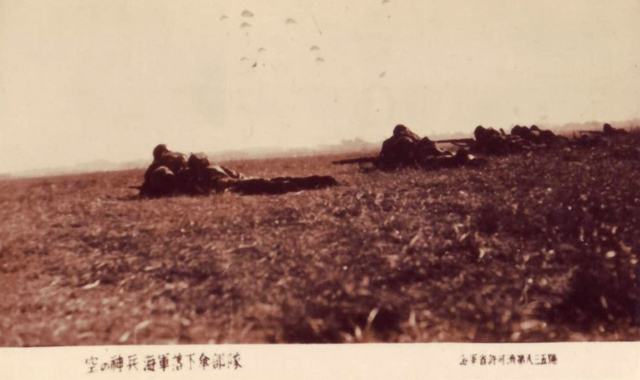
Fallschirmjäger im Feuergefecht mit Alliierten

Leutnant Hirose, Führer der 2. Kompanie, fand nur zwei Kameraden und erreichte mit diesen gegen 14:00 Uhr den westlichen Rand des Flugfeldes. Von seiner Position aus sah er 350 Niederländer und zog sich zurück. Etwas später stieß ein weiterer versprengter Fallschirmjäger zu der kleine Gruppe, die beschloss, sich wieder dem Flugfeld zu nähern. Als sie dieses gegen 17:00 Uhr erreichten, fanden sie es vom Feind verlassen vor. Überrascht und glücklich zugleich fanden die Japaner warmes Essen auf dem Herd des Flugfeld-Hauptgebäudes vor – sie selbst waren nur mit minimalem Proviant abgesprungen.

#### Erdölraffinerien
60 Fallschirmjäger der 1. Kompanie waren südlich und westlich der Raffinerien über seichtem Marschland abgesprungen, das ihnen das Auffinden ihrer Abwurfbehälter erleichterte. Zugführer Leutnant Tokunaga konnte mit sechs seiner Männer einen befestigten Unterstand am südöstlichen Rand der Raffinerie einnehmen. Danach bewegte er sich in Richtung Norden durch Wohngebiete und traf kurz darauf auf 60 alliierte Soldaten, die mit Maschinengewehren ausgerüstet waren. Die Japaner erhielten Verstärkung durch die Leutnants Ogawa und Yosioka, die mit weiteren Männern eintrafen. Tokunaga befahl den Neuankömmlingen, die Raffinerie zu sichern, während er den Feind aufhalten würde. Ein Dutzend Fallschirmjäger hastete durch die Raffinerie, entfernte Sprengladungen und einer der Männer hisste gegen 13:30 Uhr die Kyokujitsuki, die Flagge der aufgehenden Sonne.
Als Leutnant Tokunaga und Leutnant Nakao die Flagge sahen, zogen sie sich auf diese zurück, während sie Teile der Erdölraffinerie stilllegten, um Zerstörungen zu verhindern. Die alliierten Soldaten führten umgehend einen Angriff gegen die Japaner aus und Kämpfe auf 50 Meter Entfernung brachen aus. Durch den Schusswechsel wurden Ölleitungen beschädigt und eine niederländische Mörsergranate setzte das Öl in Brand. Leutnant Nakao befahl Tokunagas Zug den Angriff, woraufhin sie die Gegner nordwärts zurückdrängten. Die Kämpfe hielten bis zum Abend an. Unteroffizier Kamoshida war von seiner Einheit abgeschnitten worden, hatte sich aber alleine auf den Weg zum Zielobjekt, der Raffinerie, gemacht. Auf dem Weg tötete er mehrere Gegner mit seiner Pistole, bis er von einer MG-Salve schwer verwundet wurde. Nachdem er seine letzte Granate geworfen hatte, beging er Selbstmord mit seiner Pistole.
Leutnant Hasebes Zug war südlich der NKPM-Raffinerie in einem Sumpf gelandet, doch konnten er und seine Männer ein Boot der Einheimischen verwenden, um ihre Absprungbehälter zu sichern. Zwei seiner Männer waren direkt neben einer alliierten Stellung gelandet, woraufhin sie diese sofort mit Pistolen und Handgranaten angriffen und acht Verteidiger töteten. Auf ihrem Weg zur Raffinerie kamen sie unter Feuer und einer der Fallschirmjäger wurde verwundet, worauf sich beide zurückzogen und bald auf den Rest ihres Zuges stießen.
Die Straße zur NKPM-Raffinerie ging auf einer 300 Meter langen geraden Straße durch einen Sumpf, die keine Deckung bot. Leutnant Hasebe bot sich keine Möglichkeit für ein Flankierungsmanöver an und so musste er frontal angreifen lassen. Er konnte sich bis auf 100 Meter dem Sumpfufer nähern, als er getötet wurde. Danach kam der Angriff ins Stocken und blieb liegen. Ein Unteroffizier übernahm den Zug und entschloss sich, bis zum Beginn der Dunkelheit zu warten, um den Angriff zu erneuern. Um 23:00 Uhr schlichen sie sich bis zur Raffinerie, um festzustellen, dass sich die Verteidiger zurückgezogen hatten.

### 15. Februar

#### P1 Flugfeld
Am 15. Februar gegen 10:30 Uhr landete ein Aufklärungsflugzeug aus Keluang kommend auf dem P1. Nachdem dem Piloten mitgeteilt worden war, dass etliche der Abwurfbehälter nicht geborgen hatten werden können, flog dieser nach Keluang zurück, um Bericht zu erstatten. Dies war das erste Mal seit Angriffsbeginn, dass General Sugawara einen Lagebericht erhielt, nachdem keine Funkverbindung zu den Fallschirmjäger hatte hergestellt werden können. Er befahl, schnellstens Waffen und Munition nach P1 zu liefern.
Erst kurz vor Mittag erreichte Oberst Kume das P1, da er am Vortag mehrere Kilometer vom Flugfeld bruchgelandet war und sich durch sumpfiges Unterholz hatte durchschlagen müssen. Kume und seine Männer hatten eine schlaflose Nacht hinter sich, da Myriaden von Moskitos sie nicht zum Schlafen hatten kommen lassen.

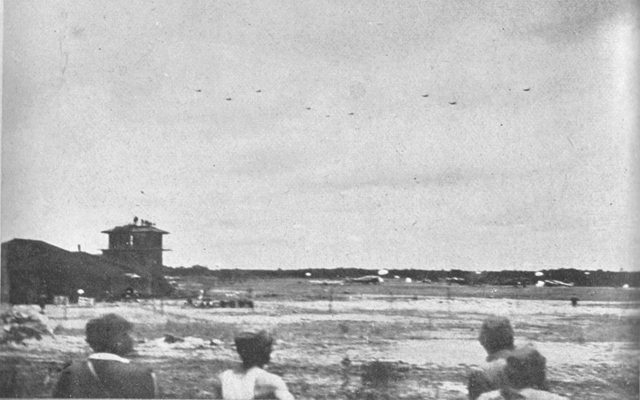
Japanische Fallschirmjäger im Vordergrund beobachten, wie die 2. Angriffswelle abgesetzt wird

Gegen 13:00 Uhr traf die 2. Angriffswelle mit 90 Männern der 3. Kompanie auf dem P1 ein. Oberst Kume befahl Leutnant Adachi und seinem Zug, die Straße nach Palembang zu erkunden, die diese gegen 17:30 Uhr erreichten. Sie fanden die Stadt unverteidigt vor sowie zwei bewaffnete unbemannte Patrouillenboote, von denen sie eines versenkten. Nachdem Oberst Kume von der Lage informiert worden war, befahl er der 3. Kompanie, ebenfalls nach Palembang vorzustoßen.
Gegen Abend trafen die ersten Einheiten des 229. Infanterie-Regiments in Palembang ein und am 20. Februar übernahm die japanische 38. Division offiziell Palembang von den Fallschirmjägern.

#### Erdölraffinerie
Gegen 6:00 Uhr detonierte in der NKPM-Raffinerie eine Sprengladung mit Zeitzünder, die 80 % der Raffinerie zerstörte.

#### Japanischer Landungsabschnitt
Inzwischen hatten sich die alliierten Luftstreitkräfte ein Bild von der Lage der japanischen Landungstruppen gemacht und mobilisierten einen letzten Luftangriff auf diese. 22 Hurricanes, 35 Blenheim und einige Hudson-Bomber starteten von P2 und machten Jagd auf die zwischen der Mündung des Musi-Flusses und Palembang verkehrenden wehrlosen japanischen Landungsboote. Der japanische Begleitschutz stürzte sich auf die alliierten Flugzeuge, worauf sich eine wilde Luftschlacht entwickelte.

## Verluste
Obwohl die Luftlandung der Japaner teilweise chaotisch verlief, die gelandeten Fallschirmjäger größtenteils ihre Abwurfbehälter und damit ihre Infanteriewaffen nicht bergen konnten und die Japaner nur in kleinen Gruppen angriffen, war Operation L das erfolgreichste Unternehmen in der Geschichte der japanischen Heeres-Fallschirmjäger. Größtenteils nur mit Pistolen und Handgranaten bewaffnet und darüber hinaus in Unterzahl, hatten die Japaner das Überraschungsmoment und die psychologische Wirkung der vorangegangenen alliierten Niederlagen auf ihrer Seite. Etwa 80 % der Fallschirmjäger wurde getötet oder verwundet. Die Alliierten, die keine Übersicht über die Anzahl der gelandeten Fallschirmjäger hatten, beschlossen, sich zurückzuziehen und verzeichneten geringe Verluste an Toten und Verwundeten. Einige hundert Alliierte wurden von den Japanern gefangen genommen.
Am 16. Februar 1942 schickten die niederländischen Behörden den Truppentransporter Sloet Van Beele der Koninklijke Paketvaart-Maatschappij, unter dem Kommando von Kapitän C.L. van Dierendonck, um die KNIL-Garnison in der Stärke von etwa 400 Soldaten von der Insel Billiton im Riau-Archipel abzuholen. Der Transporter wurde vom Zerstörer Van Nes begleitet. Die Garnison sollte von Tanjung Pandan nach Tanjung Priok, dem Hafen von Batavia gebracht werden. Am folgenden Tag wurden beide Schiffe von Flugzeugen des japanischen Flugzeugträgers Ryūjō angegriffen und sanken. Nur ungefähr 225 Männer wurden von einem Dornier- und einem Catalina-Flugboot des Marine-Luchtvaartdienst gerettet oder konnten sich durch das Erreichen der Insel Bangka mit Rettungsbooten in Sicherheit bringen. Ungefähr 200 Menschen starben.

## Folgen
Zwar konnte eine der Raffinerien größtenteils zerstört werden, doch war die erheblich größere Raffinerie nahezu intakt in japanische Hände gefallen. General Terauchi war angesichts der geleisteten Effektivität der Fallschirmjäger begeistert. Die Ölversorgung des japanischen Kaiserreichs war damit vorerst gesichert.
Nach der Luftlandeoperation kehrten die Fallschirmjäger nach Phnom Penh zurück, wo sie sich mit dem 1. Luftsturmregiment nach dessen Schiffstragödie vereinten und sich für die Teilnahme an einer Luftlandeoperation in Burma vorbereiteten.
Die Alliierten evakuierten Sumatra und zogen ihre Truppen auf Java zurück. Bereits 14 Tage später, am 28. Februar, begann die japanische Invasion Javas.